# Kabinett Obuchi (2. Umbildung)
Das zum zweiten Mal umgebildete Kabinett Obuchi (japanisch 小渕第2次改造内閣 Obuchi dainiji kaizō naikaku) regierte Japan unter Führung von Premierminister Keizō Obuchi vom 5. Oktober 1999 bis zum 5. April 2000. Am 21. September 1999 war Obuchi als Parteivorsitzender der LDP bestätigt worden und besetzte anschließend die Führungspositionen der LDP und das Kabinett neu. Außerdem hatte er sich mit der Kōmeitō auf deren Eintritt in die Regierungskoalition aus LDP und Liberaler Partei geeinigt. Der Kaikaku Club („Reformklub“) arbeitete nun ebenfalls mit der Regierung zusammen, stellte aber keinen Staatsminister, sondern nur einen parlamentarischen Staatssekretär (seimujikan).
Im März 2000 wollte Ichirō Ozawa mit seiner Liberalen Partei die Koalition wieder verlassen. Allerdings stellten sich einige Mitglieder, darunter Verkehrsminister Nikai, gegen ihn und wollten die Zusammenarbeit fortsetzen. Sie gründeten zum 1. April 2000 die Konservative Partei. Am selben Tag erlitt Obuchi einen Schlaganfall und wurde zwei Tage später durch Chefkabinettssekretär Aoki geschäftsführend abgelöst. Das Kabinett blieb bis zur Wahl Yoshirō Moris zum LDP-Vorsitzenden und Premierminister am 5. April 2000 im Amt.

## Staatsminister
| Amt | Name                                    | Bild                | Kammer  | Fraktion | Faktion  |
| --- | --------------------------------------- | ------------------- | ------- | -------- | -------- |
| Premierminister | Keizō Obuchi                            | Keizō Obuchi        | Shūgiin | LDP      | (Obuchi) |
| Justizminister | Hideo Usui                              | Hideo Usui          | Shūgiin | LDP      | Kōmoto   |
| Außenminister | Yōhei Kōno                              | Yōhei Kōno          | Shūgiin | LDP      | Kōno     |
| Finanzminister | Kiichi Miyazawa                         | Kiichi Miyazawa     | Shūgiin | LDP      | Katō     |
| Bildungsminister Leiter der Behörde für Wissenschaft und Technologie                                                          | Hirofumi Nakasone                       | Hirofumi Nakasone   | Sangiin | LDP      | Kamei    |
| Gesundheits- und Sozialminister                                                                                               | Yūya Niwa                               | Yūya Niwa           | Shūgiin | LDP      | Katō     |
| Minister für Landwirtschaft, Forsten und Fischerei                                                                            | Tokuichirō Tamazawa                     | Tokuichirō Tamazawa | Shūgiin | LDP      | Mori     |
| Minister für Internationalen Handel und Industrie                                                                             | Takashi Fukaya                          | Takashi Fukaya      | Shūgiin | LDP      | Yamasaki |
| Verkehrsminister Leiter der Behörde für die Entwicklung Hokkaidōs                                                             | Toshihiro Nikai                         | Toshihiro Nikai     | Shūgiin | LP→KP    | —        |
| Postminister | Eita Yashiro                            | Eita Yashiro        | Shūgiin | LDP      | Obuchi   |
| Arbeitsminister | Takamori Makino                         | Takamori Makino     | Shūgiin | LDP      | Kamei    |
| Bauminister Leiter der Behörde für Staatsland                                                                                 | Masaaki Nakayama                        | Masaaki Nakayama    | Shūgiin | LDP      | Kamei    |
| Innenminister Vorsitzender der Nationalen Kommission für Öffentliche Sicherheit                                               | Kōsuke Hori                             | Kōsuke Hori         | Shūgiin | LDP      | Obuchi   |
| Chefkabinettssekretär Leiter der Behörde für die Entwicklung Okinawas ab dem 3. April 2000 in Vertretung des Premierministers | Mikio Aoki                              | Mikio Aoki          | Sangiin | LDP      | Obuchi   |
| Leiter der Behörde für Management und Koordination                                                                            | Kunihiro Tsuzuki                        | Kunihiro Tsuzuki    | Sangiin | Kōmeitō  | —        |
| Leiter der Verteidigungsbehörde                                                                                               | Tsutomu Kawara                          | Tsutomu Kawara      | Shūgiin | LDP      | Katō     |
| Leiter des Wirtschaftsplanungsamts                                                                                            | Taichi Sakaiya                          | Taichi Sakaiya      | —       | —        | —        |
| Leiterin der Umweltbehörde | Kayoko Shimizu                          | Kayoko Shimizu      | Sangiin | LDP      | Mori     |
| Vorsitzender der Kommission für die Reform des Finanzwesens                                                                   | Michio Ochi (bis 25. Februar 2000)      |                     | Shūgiin | LDP      | Mori     |
| Vorsitzender der Kommission für die Reform des Finanzwesens                                                                   | Sadakazu Tanigaki (ab 25. Februar 2000) | Sadakazu Tanigaki   | Shūgiin | LDP      | Mori     |

Anmerkung: Der Premierminister und Parteivorsitzende gehört während seiner Amtszeit offiziell keiner Faktion an.

## Rücktritt
- Der Vorsitzende der Kommission für die Reform des Finanzwesens, Michio Ochi, trat nach umstrittenen Äußerungen gegenüber Vertretern von Kreditinstituten am 25. Februar 2000 zurück.[3]